# Simcity

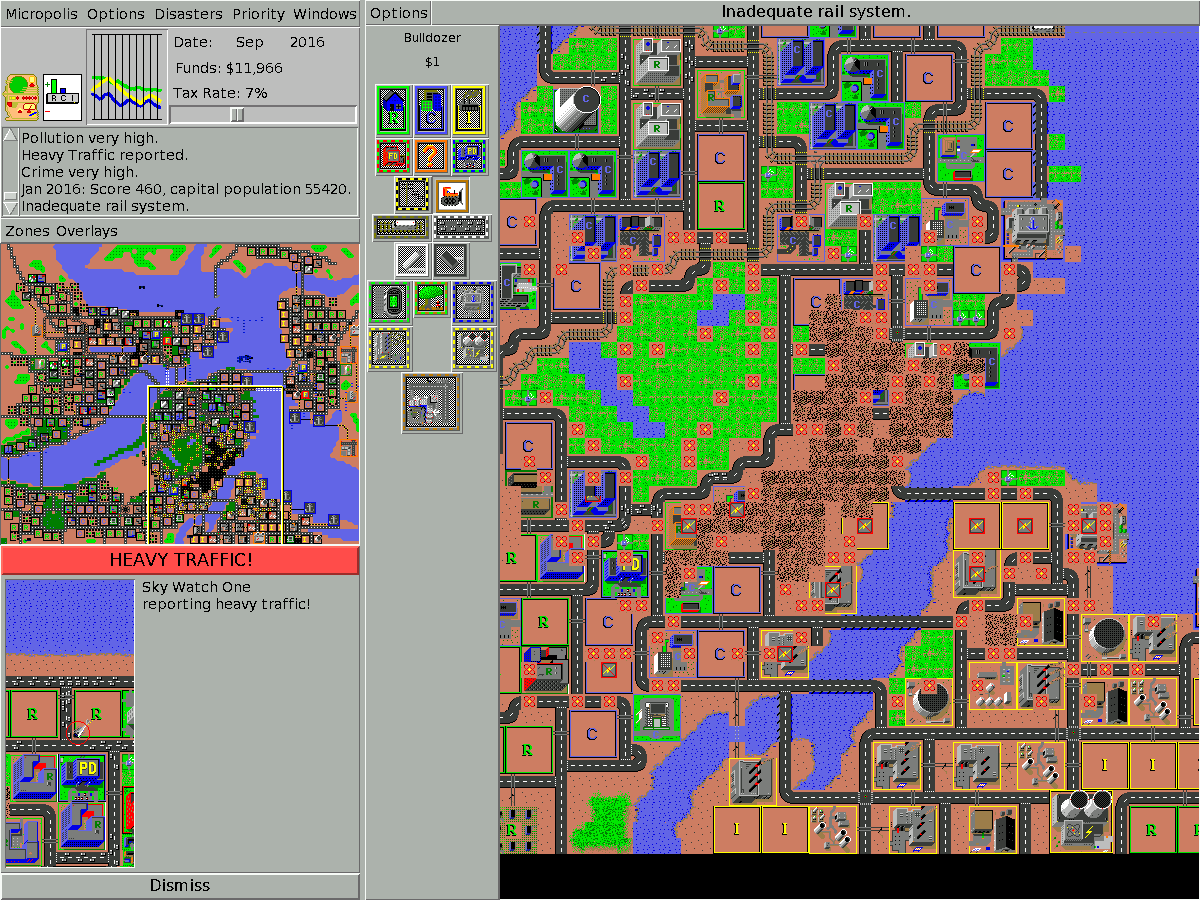
Micropolis, fritt spel baserat på det ursprungliga Sim City

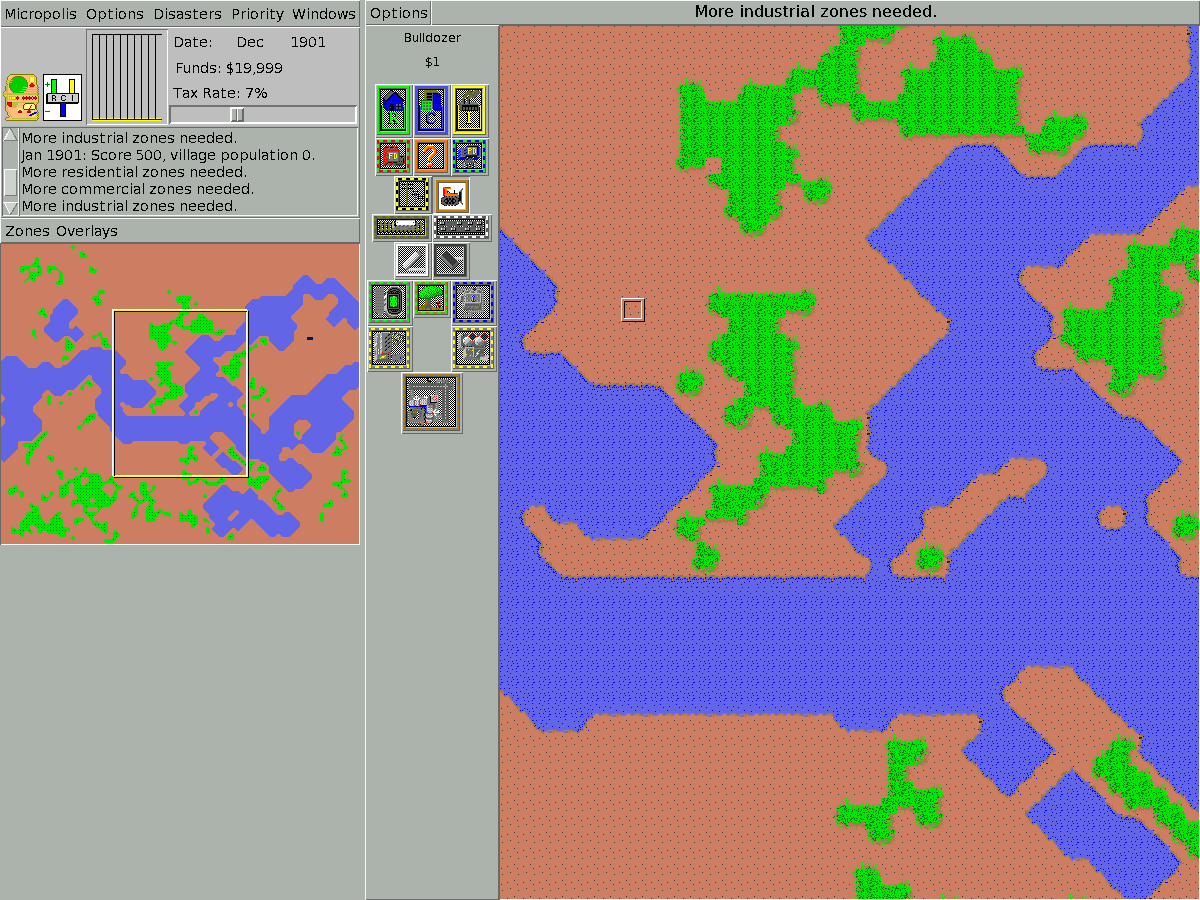
Micropolis

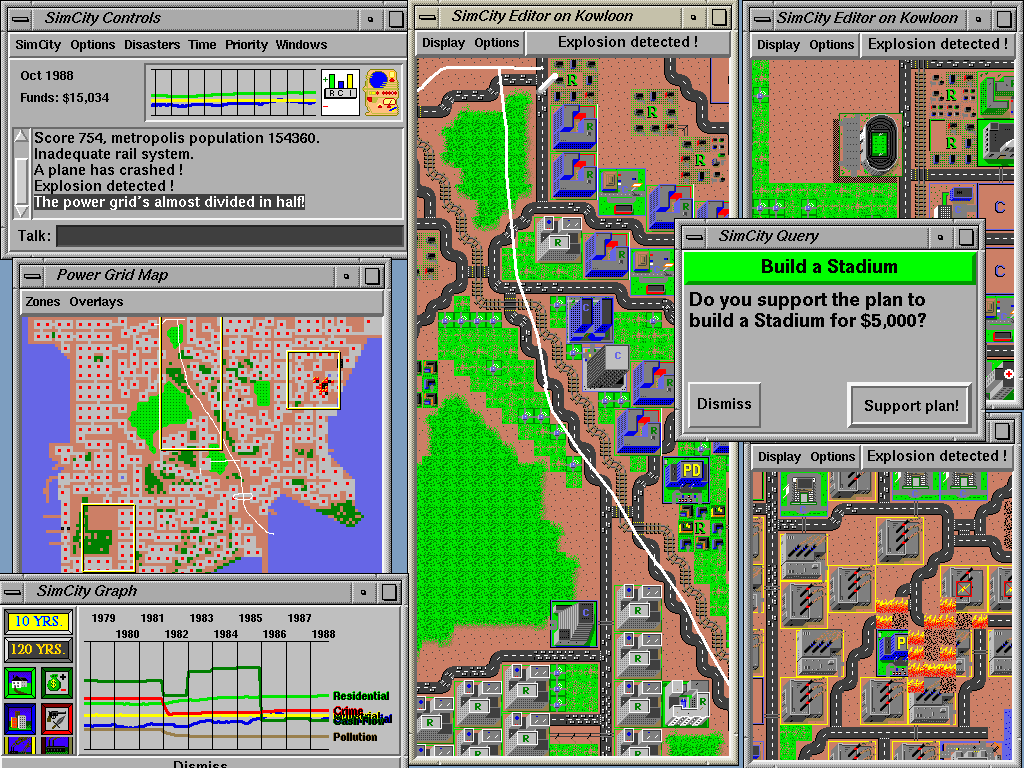
En bild av spelet

Simcity är ett datorspel från 1989, utvecklat av Will Wright, där spelaren antar rollen som borgmästare i en stad. Bland arbetsuppgifterna finns att bygga ut staden och se till att invånarna trivs. Uppgiften kompliceras bland annat av brottslighet, miljöförstöring och katastrofer som varierar från realistiska bränder, jordbävningar och översvämningar till fantasifulla och utomjordiska invasioner och monsterattacker. Det första spelet utgavs ursprungligen 1989 till Amiga och Macintosh, och släpptes senare i versioner för MS-DOS, Atari, Commodore 64, SNES och Microsoft Windows 3.1.

## Mål
Förutom att bygga en och designa en välmående stad, finns inga direkt specifika mål, förutom i scenarierna. Spelaren kan markera landområden som stadsplanering som affärer, industrier och bostadshus där byggnader sedan byggs, reglera skatterna, bygga ut elektricitetnätet och dricksvattenförsörjningen, upprätta polisstationer, brandstationer och sjukhus, samt utveckla transporterna, samt vidta andra åtgärder för att bygga ut staden.
Spelaren kan även stöta på katastrofer som översvämningar, jordbävningar, bränder, stormar (ofta efter flygolyckor eller skeppsbrott), utomjordiska invasioner och monsterattacker. Monster och stormar kan utlösa järnvägsolyckor om de inträffar på järnvägarna och stöter på förbipasserande tåg. Senare olyckor i uppföljare är bland annat blixtnedslag, vulkanutbrott och meteoritnedslag.
I SNES-versionen och senare, kan man också bygga gåvor då de givits ut, som borgmästarens hus, kasinon, Mariostatyn med mera.

### Scenarier
Originalversionen av spelet startade en tradition av målinriktade scenarier som oftast skulle avklaras inom en viss tid, representerad av ett visst antal år. Handlingen varierar från verkliga händelser i modern historia, till science fiction och monsterfilmer. Scenarier föreslogs av Brøderbund för att göra det mer som ett spel. Ursprungligen var alla städerna baserade på verkligheten och försökte återskapa detta, en tradition som följdes i Sim City 2000 och liknande expansionspaket med scenarier. Vissa scenarier utspelar sig i en fiktiv tidslinje och drabbas av en fiktiv katastrof, medan andra är baserade på verklighetens historia.
Originalscenarier (årtal anger tidslinjens början):
- Bern, 1965 – Schweiz huvudstad har problem med bilköer, och borgmästaren skall se till att kollektivtrafiken byggs ut så att invånarna kan lämna bilen hemma så ofta som möjligt.
- Boston, 2010 – Stadens kärnkraftverk drabbas av härdsmälta, som förstör stora delar av staden. Borgmästaren skall se till att staden återuppbyggs, rensa från utsläppet och återställa staden till framgång. I vissa tidiga versioner av spelet (på versioner som inte innehöll kärnkraftverk), ersätts detta av en tornado som slår till mot staden. Precis som i Tokyo skall borgmästaren se till att skadan begränsas, och staden återuppbyggs.
- Detroit, 1972 – Brottslighet och industrinedläggningar med arbetslöshet som följd slår till mot staden. Borgmästaren skall se till att brottsligheten minskas och förbättra utvecklingen. Spelet återskapar här Detroits tillbakagång under 1970-talet och lågkonjunkturen under 1970-talet.
- Rio de Janeiro, 2047 – Översvämningar orsakade av den globala uppvärmningen härjar i staden. Borgmästaren skall se till att problemet kommer under kontroll, och staden återuppbyggs. I vissa tidiga versioner av spelet (på versioner som inte innehöll översvämningskatastrofer) handlade det istället om att bekämpa den höga brottsligheten.
- San Francisco, 1906 – En jordbävning slår till mot staden, och borgmästaren skall se till att skadorna repareras, bränderna släcks och staden återuppbyggs. Spelet återskapar här jordbävningen i San Francisco 1906.
- Tokyo, 1961 – Staden angrips av ett Godzilla-likt monster (Bowser i SNES-versionen). Borgmästaren skall se till att skadorna repareras och staden återuppbyggs. Spelet är här baserat på de ursprungliga Godzillafilmerna.

DOS-versionen (IBM, Tandy kompatibel; på diskett), CD-återutgåvan, liksom Amiga- och Atari ST-versionerna innehöll ytterligare två scenarier:
- Hamburg, Tyskland, 1944 – Staden flygbombas av allierade styrkor, och borgmästaren skall styra staden under andra världskrigets senare år och senare återuppbygga den. Spelet återskapar här bombningarna av Hamburg under andra världskriget.
- Dullsville, USA, 1910 – Tristess plågar en stagnerande stad i centrala USA, och borgmästaren skall se till att staden blir ett metropol.

Dessutom innehöll senare versioner till SNES två extra scenarier, som skulle klaras av efter de ursprungliga scenarierna:
- Las Vegas, 2096 – Utomjordingar anfaller staden. Invasionen pågår i åratal, och begränsar stadens resurser. Detta scenario är likt Hamburg, men med kasinon, och utomjordiska rymdfarkoster.
- Freeland, 1991 – På en blank karta utan vatten skall borgmästaren se till att här byggs en megalopolis med minst 500 000 invånare. Här finns ingen tidsbegränsning. Scenariot påminner om Dullsville, men använder sig av SNES-versionens klara skillnader mellan städernas storlek, framför allt metropol och megalopolis. I centrala Freeland finns en skog, där träden växt så att skogen sedd från ovan liknar Marios ansikte. Precis som i andra scenarier kan man inte bygga någon av belöningsbyggnaderna från det ursprungliga spelet.

Fastän scenarierna var tänkta att lösas strategiskt, upptäckte många spelare att det gick att vinna genom att sänka skatterna till noll procent strax innan den ursprungliga tiden löpt ut, och starkt påverka folkopinionen och befolkningstillväxten. I till exempel San Francisco, där återuppbyggnad och befolkningstillväxt spelar en viktig roll, kan denna manipulation resultera i enkel vinst. I senare titlar försökte man hindra spelaren från att använda budgeten till att påverka spelets utgång i scenarierna.
Dessutom kunde flera av de ursprungliga scenarierna, som Bern, enkelt vinnas genom att förstöra staden, då det bara handlade om en enda fråga, denna gång trafiken. Scenariot med härdsmältan i Boston kan klaras av genom att antingen pausa spelet, eller spela tillräckligt snabbt, och förstöra alla kärnkraftverk innan de exploderade, och därmed undvika katastrofen. Om man använde denna taktik kostade det dock mer att bygga om kraftinfrastrukturen än annars.

## Anakronism och misstag
I SNES-versionen inleds spelet i januari år 1900 när man bygger en ny stad. Ändå har man från början tillgång till modernare uppfinningar som flygplats och kärnkraftverk. I verkligheten gjordes den första flygturen med motordrivet flygplan i december 1903, och det skulle dröja flera år innan storflygplatser av senare tiders modell existerade, och i verkligheten existerade inga kärnkraftverk förrän i början av 1950-talet. I modernare versioner är dessa fel åtgärdade. Om man därför börjar år 1900 kan man inte bygga flygplatser förrän ungefär 1930, och kärnkraftverk först omkring 1950. I modernare versioner av spelet kan man dessutom välja om man vill börja år 1900, 1950, 2000 eller 2050. I Sim City 4 börjar man år 0, med tillgång till modern teknologi.
Fastän Rio de Janeiro-scenariet utspelar sig på Södra halvklotet, följer årets skiftningar samma mönster som på Norra halvklotet.

### Fotnoter
1. ↑  läs online, www.originsgames.com .[källa från Wikidata]
2. ↑  Wilson, Johnny L. (maj 1989), ”What Do The "Sim"ple Folk Do?”, Computer Gaming World:  16–17